# Споменар (књига успомена)
Споменар је књига која служи за прикупљање потписа других људи. Уобичајено се размењује међу пријатељима, а сем потписа, у њу се пишу и основне информације о пријатељу, песме, цртежи, и сличне успомене. Савремене врсте споменара су годишњаци, књиге утисака и лексикон. Споменари су били популарни међу студентима од 15. до средине 19. века, а касније су замењени годишњацима. Данас их углавном користе деца.

## Историја
Почетком раног савременог доба, постојао је обичај код централноевропских студената који завршавају факултет да њихове Библије потпишу колеге и учитељи. Од потписа, ово се проширило на песме и скице, а издавачка предузећа су почела додавати празне странице у своје Библије. Касније, почеле су се нудити и само мале, украшене књижице само са празним страницама.
Слични обичаји који потичу још из средњег века такође су утицали на развитак споменара, као и генеалошки „водичи“ који су кружили аристократским породицама, у које је сваки нови предак додавао по неку смерницу, и обележја учесника у разним турнирима.
Први прави споменари су се појавили на немачком и холандском говорном подручју средином 16. века. Назван лат. Album amicorum („Књига пријатеља“) или   („Матична књига“), најстарији забележен лаксикон је онај Клода де Зенаркленса, помоћника Жана Калвина, а потиче из 1545. До краја 16. века, споменари су постали популарни међу немачким студентима. Академци су се трудили да задрже своје споменаре што дуже како би сакупили постписе интелектуалаца и мислилаца са којима су повезивани. Самим тим, споменари су у то доба служили више као доказ о знању (списак референци).